# Ilariana (higo)
Ilariana es un ecotipo cultivar de higuera de tipo higo común Ficus carica, unífera (con una sola cosecha por temporada, los higos de otoño), de higos de epidermis con color de fondo marrón oscuro con sobre color amarillo verdoso con tintes rojizos en la zona del cuello. Se cultiva principalmente en Ecuador, ecotipo de higo que debe su nombre al apellido del propietario del terreno donde fue localizado.

## Sinonimia
- „Higo del señor Ilariana“ ,[5][6][7][8]

## Historia
Nuestra higuera Ficus carica, procede de Oriente Medio y sus frutos formaron parte de la dieta de nuestros más lejanos antepasados. Se cree que fueron fenicios y griegos los que difundieron su cultivo por toda la cuenca del mar Mediterráneo. Es un árbol muy resistente a la sequía, muy poco exigente en suelos y en labores en general.
Los higos secos son muy apreciados desde antiguo por sus propiedades energéticas, además de ser muy agradables al paladar por su sabor dulce y por su alto contenido en fibra; son muy digestivos al ser ricos en cradina, sustancia que resulta ser un excelente tónico para personas que realizan esfuerzos físicos e intelectuales.
España se ha consolidado en los últimos años como el mayor productor de higos de la Unión Europea y el noveno a nivel mundial, según los datos de "FAOSTAT" (Estadísticas de la FAO) del 2012 que recoge un reciente estudio elaborado por investigadores del « “Centro de Investigación Finca La Orden- Valdesequera” ».
Las higueras, se encuentran presentes en muchos países del mundo, y en Ecuador también. La higueras fueron introducidas en el siglo XVI por los monjes españoles, que tenían por norma cultivar una higuera en el patio de los conventos. Por esta costumbre y por la facilidad de reproducción por esqueje se extendió su cultivo en el campo ecuatoriano. El ecotipo 'Ilariana' debe su nombre al apellido del propietario del terreno donde se encontraba el ejemplar de higuera del que se tomó el esqueje.
Actualmente hay varias zonas de cultivo de higueras en Ecuador en los valles: Mora, Bolivar, Pimampiro, Ibarra, Ambaquí, Guallabamba, Puéllaro, El Quinche, Puembo, Salcedo, Patate, Guano, Guaslán, Alausí, Paute, Gualaceo, Girón, Santa Isabel, Catamayo, y Catacobra.
Se está realizando un estudio con nueve ecotipos de higueras ecuatorianas, entre ellos 'Ilariana' con vista a su introducción en el campo ecuatoriano para su cultivo en gran escala y distribución comercializadora a nivel internacional. Las pruebas se realizan en el predio de la « Estación Experimental del Austro INIAR », ubicada en el km 25 en la vía Cuenca-Gualaceo, a una altitud 2230 m s. n. m., humedad relativa 75%, precipitación anual de 750 mm y temperatura promedio de 18 °C.

## Características
La higuera 'Ilariana' es un ecotipo de higo, una variedad unífera de tipo higo común. Árbol de mediano desarrollo, porte semi erguido, color de tallo verde marrón, con tipos de nudos muy pronunciados, tipo de ramificación simpodial, consistencia leñosa. En los descriptores de la hoja; forma del limbo palmeadas, borde del limbo partida, nervaduras palmatinervadas, peciolo cilíndrico, inserción del tallo en espiral, follaje denso, hojas pentalobuladas espatuladas en su mayor parte. 'Ilariana' es de producción media de higos.
Los higos 'Ilariana' son higos en forma globoso, que según su ubicación de anchura máxima es de forma piriforme, plano por su ápice, siendo un fruto según la anchura de tipo mediano, por la anchura del fruto 5,50 cm, por la longitud del fruto largo de diámetro promedio 6,70 cm y grande de un peso promedio de 55,08 gramos. Pedúnculo de promedio 1,00 cm corto; de epidermis elástica, con color de fondo marrón oscuro con sobre color amarillo verdoso con tintes rojizos en la zona del cuello, algunas grietas longitudinales; ostiolo mediano a grande con abundantes escamas semiadheridas de color rojo, que pasan a marrón cuando maduran, sabor dulce, con firmeza media y resistente, con cavidad interna grande, aquenios numerosos, con la carne (mesocarpio) blanco con una anchura delgada mayor en la zona del cuello, con color de la pulpa de rosa a rojo. De una calidad  buena en su valoración organoléptica, son de un inicio de maduración desde mediados de agosto hasta principios de octubre, siendo el periodo de máxima producción a mediados de septiembre (en Europa), los higos se desprenden fácilmente.

## Cultivo y usos
'Ilariana', es una variedad de higo que además de su uso en alimentación humana en fresco, se utilizan en mermeladas, y tartas.